# Reincarnate (album)
Reincarnate je třetí studiové album americké metalcorové skupiny Motionless in White. Vydáno bylo 15. září 2014 u vydavatelství Fearless Records. Produkovali ho Dan Korneff a Chris „Motionless“ Cerulli. Jedná se o poslední album skupiny, které vyšlo u Fearless Records.

## Pozadí alba
Album bylo oznámeno během turné v březnu 2014.
Na albu se pracovalo průběžně v roce 2014 a první singl „Reincarnate“ byl vydán 8. července.

## Seznam skladeb
| Pořadí         | Název                                             | Délka                     |
| -------------- | ------------------------------------------------- | ------------------------- |
| 1.             | "Death March"                                     | 4:43                      |
| 2.             | "Reincarnate"                                     | 3:40                      |
| 3.             | "Puppets 3 (The Grand Finale)" (feat. Dani Filth) | 4:15                      |
| 4.             | "Unstoppable"                                     | 3:27                      |
| 5.             | "Everybody Sells Cocaine"                         | "Everybody Sells Cocaine" |
| 6.             | "Contemptress" (feat. Maria Brink)                | 4:02                      |
| 7.             | "Break the Cycle"                                 | 4:02                      |
| 8.             | "Generation Lost"                                 | 2:59                      |
| 9.             | "Dark Passenger"                                  | 3:49                      |
| 10.            | "Wasp" (feat. Dessa Poljak)                       | 7:01                      |
| 11.            | "Dead as Fuck"                                    | 2:57                      |
| 12.            | "Final Dictvm" (feat. Tim Sköld)                  | 5:06                      |
| 13.            | "Carry the Torch"                                 | 5:57                      |
| Celková délka: | Celková délka:                                    | 55:53                     |

| Digitální bonusová verze | Digitální bonusová verze       | Digitální bonusová verze |
| Pořadí                   | Název                          | Délka                    |
| ------------------------ | ------------------------------ | ------------------------ |
| 1.                       | "Sinematic" (acoustic version) | 4:28                     |
| Celková délka:           | Celková délka:                 | 60:21                    |

## Obsazení
Motionless in White
- Chris "Motionless" Cerulli – zpěv
- Josh Balz – klávesy, doprovodné vokály
- Ryan Sitkowski – sólová kytara
- Ricky "Horror" Olson – rytmická kytara, doprovodné vokály
- Devin "Ghost" Sola – basová kytara, doprovodné vokály

Ostatní hudebníci
- Tom Hane – bicí
- Dani Filth – vokály
- Maria Brink – vokály
- Dessa Poljak – vokály
- Tim Sköld – vokály, akustická kytara
- Drew Fulk – vokály
- Kate Steinberg – vokály